# Frans Vreemdelingenlegioen
Het Vreemdelingenlegioen van Frankrijk (Frans: Légion étrangère) is een eenheid van het Franse leger, opgericht in 1831.

## Huidige organisatie
Het Franse Vreemdelingenlegioen bestaat uit legionairs (soldaten), korporaals, korporaals-chef, onderofficieren en officieren.
Het legioen heeft, op een enkele uitzondering na, altijd bestaan uit mannen in de leeftijd van 17 tot onbepaalde leeftijd. Er zijn (anno 2019) zo'n tien legionairs in gevechtsfuncties met de leeftijd van zestig jaar. Aanmelding voor rekrutering kan vanaf 17 jaar (minderjarigen met ouderlijke toestemming) tot 39,5 jaar (was 40 jaar). Alle officieren hebben de Franse nationaliteit, terwijl de rest van de legionairs van allerlei verschillende nationaliteiten is. Vrijwilligers met de Franse nationaliteit krijgen een fictieve buitenlandse nationaliteit (meestal Belgisch) omdat dienen met de Franse nationaliteit in een niet-officiersrang niet is toegestaan. Niet-Franse legionairs kunnen officier tot de hoogste rang worden, in de praktijk is dit zeer lastig doordat dezen niet op de Franse militaire academie zijn opgeleid. Toch is tien procent van de officieren van niet-Franse herkomst, maar heeft wel de voor officieren verplichte Franse nationaliteit verkregen.
Een legionair moet toetreden onder een nieuwe identiteit, omdat eenieder zo hetzelfde doormaakt. Dit was niet altijd zo en dit kan in de toekomst ook weer veranderen. Na een dienstjaar mag een legionair onder eigen naam gaan dienen. Het Legioen had in het verleden de reputatie allerlei criminelen aan te trekken. Tegenwoordig wordt de achtergrond van sollicitanten streng gecontroleerd bij Interpol en Europol. Drugdealers, zedendelinquenten, zware criminelen, internationaal gesignaleerde personen, oorlogsmisdadigers en gezochte terroristen worden geweerd en zelfs overgedragen aan justitie. De selectie is streng: in 2006 werd slechts één op de zes kandidaten in dienst genomen. Er wordt vooral gekeken naar de algemene gezondheid, fitheid, motivatie en betrouwbaarheid. Een legionair tekent aanvankelijk voor vijf jaar. Na drie jaar dienst kan de militair de Franse nationaliteit verkrijgen, mits hij in die drie dienstjaren geen strafbare feiten heeft gepleegd. De Franse nationaliteit wordt alleen verkregen onder de oorspronkelijke geboortenaam en geboortedatum en alleen wanneer er geen (te groot) strafblad is. Na vijf dienstjaren krijgt een legionair die bijtekent de status Regulier, dat betekent dat hij dezelfde rechten krijgt als iedere andere Franse militair buiten het Legioen. Als enige Franse legeronderdeel is er geen minimum- en geen maximum lichaamslengte. Kennis van de Franse taal is voor toetreding niet vereist. Legionairs kunnen na vijf jaar bijtekenen voor contractverlenging, na vijftien dienstjaren volgt een klein pensioen dat internationaal mag worden genoten, hoe meer dienstjaren en hoe hoger de laatste rang, hoe hoger het pensioen.
Na de Tweede Wereldoorlog tot de onafhankelijkheid van Algerije (1962) vormden Duitsers verreweg het grootste contingent in het Legioen, gevolgd door Italianen, Belgen en Fransen. Sinds de eeuwwisseling komen de meeste legionairs uit Oost-Europa, en de Balkan.
Hoewel vrouwen niet uitdrukkelijk uitgesloten zijn, worden vanwege de strenge selectie en volgens het officiële standpunt door het ontbreken van gescheiden faciliteiten alleen mannelijke legionairs geworven. Veel legionairs hebben meegedeeld het Legioen te verlaten wanneer met de traditie wordt gebroken. Men is dus bang dat het Vreemdelingenlegioen door sommige mannen als minder aantrekkelijk wordt ervaren wanneer er ook vrouwen worden toegelaten. Wel zijn er in sommige functies vrouwelijke officieren en onderofficieren actief, maar zij dragen niet de traditionele insignes van het Vreemdelingenlegioen.
Het hoofdkwartier bevindt zich in Aubagne, net buiten Marseille. De basisopleiding wordt gegeven in Castelnaudary.

## Geschiedenis
Het Franse Vreemdelingenlegioen is ingesteld bij een wet van koning Louis Philippe die in 1831 van kracht werd. Daarna kon met de vorming van het eerste regiment begonnen worden. Louis Philippe had de legionairs nodig om in Algerije oorlog te voeren. Het Vreemdelingenlegioen ondersteunde daar de Franse reguliere troepen vanaf augustus 1831. Later was men in Spanje aan de zijde van Isabella II actief van juni 1835 tot in 1838. Na de campagne in Spanje, waar ten minste 3500 legionairs de dood vonden, besloot generaal Bernelle dat de voertaal voor eenieder Frans zou zijn. Dit bevorderde de cohesie en vergemakkelijkte de bevelstructuur. Op 16 december 1835 werd een tweede regiment opgericht dat zich verdienstelijk maakte in onder andere Constantine (1837), Djidjelli (1839), Millianah (1840), Zaatcha (1849), Ischeriden (1857). Ten tijde van de Krimoorlog werd het legioen ingezet bij onder andere de belegering van Sebastopol (1854-1856), en verder in Italië (1859) en in Mexico waar een klein detachement vrijwilligers van het legioen, onder leiding van kapitein Danjou, een immens grote overmacht van Mexicanen voldoende wist te vertragen om de reguliere troepen de tijd te geven bescherming te bieden aan een geldtransport. Nadien is het Vreemdelingenlegioen onophoudelijk vertegenwoordigd geweest in de overzeese gebieden van het Franse rijk: in Tonkin (vanaf 1883), op het eiland Formosa (1885), in Soedan (1892-1893), in Dahomey (1892-1894), in Madagaskar (1895-1905) en in Marokko (1900-1934).
Aanvankelijk bleek het legioen een effectieve manier te zijn om sommige "ongewenste" elementen uit de 19e-eeuwse Franse samenleving te verwijderen, omdat het legioen grotendeels bestond uit moordenaars, bedelaars, criminelen en immigranten. Tijdens de vroege periode van het legioen waren de legionairs erg slecht opgeleid en kregen zij slechts de eenvoudigste uitrusting, kleding en voedsel. De eenheid was gewoonlijk slecht gemotiveerd. Het leven en de werkomstandigheden waren slecht en de veldtochten waren bloedig. De taak om een goede eenheid te smeden uit slecht gemotiveerde mannen, vaak zonder militaire achtergrond en dan ook nog eens uit de meest uiteenlopende culturen, bleek enorm moeilijk. Om dit te bereiken ontwikkelde het Franse Vreemdelingenlegioen al spoedig een zeer strenge discipline die ver boven alle andere eenheden ter wereld uitstak. Fysieke straffen zowel als celstraffen, voor de meest uiteenlopende kleine tot grote vergrijpen, waren aan de orde van de dag. Als gevolg hiervan was desertie traditioneel een belangrijk probleem voor het legioen.

### Mexico
Camarón (Frans: Camerone) is een plaatsje in Mexico waar op 30 april 1863 een gevecht tussen 65 man van het Franse Vreemdelingenlegioen en 3000 man Mexicaanse troepen plaatsvond. Voor het legioen staat dit gevecht symbool voor opofferingsgezindheid en volharding. Mede door dit vertragende gevecht tegen een overgrote meerderheid van Mexicaanse troepen, heeft een belangrijk goudtransport zijn eindbestemming kunnen bereiken. Het kostte kapitein Danjou en vele mannen het leven en wordt nog jaarlijks op 30 april herdacht, als op Camaronedag de kunsthand van de kapitein in processie wordt meegevoerd.

### Frans-Duitse Oorlog
Tijdens de Frans-Duitse Oorlog probeerde het legioen het Beleg van Parijs te verbreken, door de Duitse linies te doorbreken. Ze slaagden erin Orléans te heroveren, maar het lukte hen niet het beleg te verbreken. Om de neutraliteit van België niet in het gedrang te brengen, verkreeg Leopold II van België dat geen Belgische soldaten van het Frans Vreemdelingenlegioen zouden meevechten. Het marslied Le Boudin verwijst ernaar.

### Koloniale oorlogsvoering
Tijdens de Derde Franse Republiek speelde het legioen een grote rol in de Franse koloniale uitbreiding. Het vocht in Noord-Afrika (waar ze hun hoofdkwartier vestigden in Sidi-bel-Abbès in Algerije), Madagaskar en in Indochina, waar het legioen deelnam in de verdediging van Tuyen Quang in 1885.

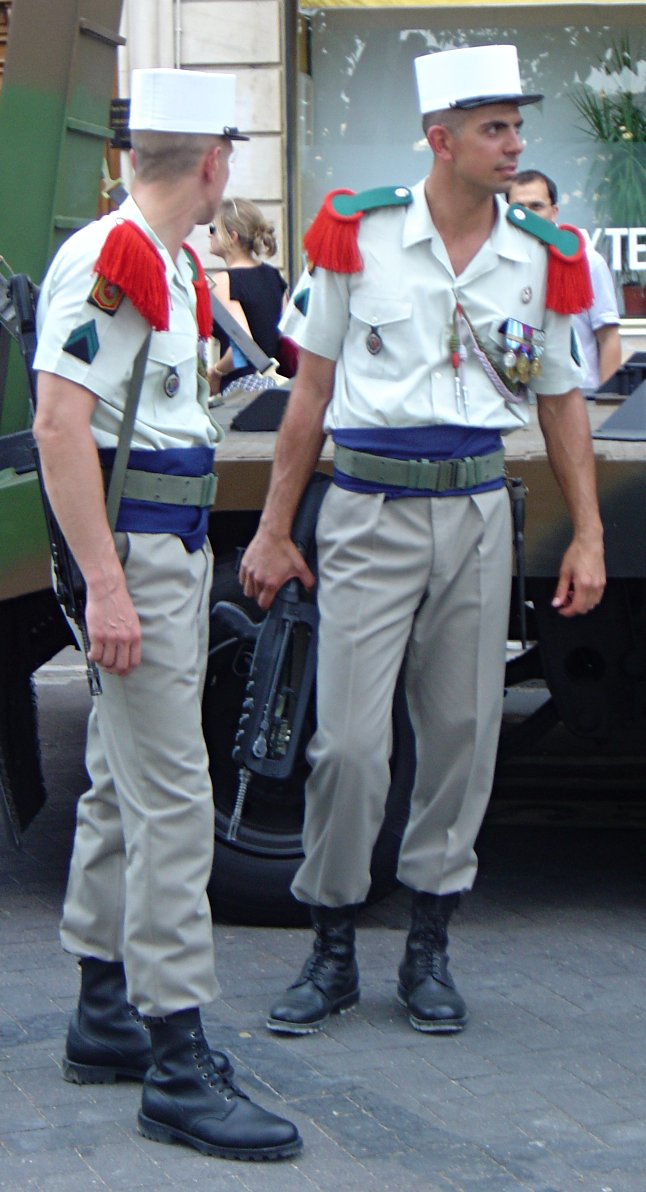
Legionairs in gelegenheidstenue. Let op de rode epauletten, de blauwe sjerp en de kenmerkende witte kepie. Ze dragen een aanvalsgeweer, de FAMAS.

### De wereldoorlogen
Ten tijde van de Eerste Wereldoorlog was het Franse Vreemdelingenlegioen in Marokko, onder leiding van generaal Lyautey. Van 1914 tot 1918 wist hij het Franse overzeese gebied van Marokko in handen te houden, met in zijn gelederen veelal legionairs van Duitse afkomst. De officieren in Frankrijk wisten in 1915 vijf regimenten uit de grond te stampen met vrijwilligers die het Franse grondgebied wilden verdedigen. Na de dood van kolonel Duriez, nam kolonel Rollet het bevel over en leidde het Legioen naar veel glorieuze overwinningen. Het vaandel van zijn regimenten is in vier jaar meer gedecoreerd dan dat van het koloniale regiment in Marokko in al zijn bezettingstijd. Het legioen heeft in veel kritieke veldslagen gevochten, waaronder de Slag om Verdun.
In de aanloop naar de Tweede Wereldoorlog had het Legioen nog nooit zo'n groot offensief meegemaakt. In 1939 was het aantal vrijwilligers die dienden in de rangen van het Vreemdelingenlegioen opgelopen tot meer dan 45.000 mannen. In totaal werden 6 regimenten van het wereldtoneel gespeeld in 1940. Het vreemdelingenlegioen was aldus zeer betrokken in de Tweede Wereldoorlog en speelde een grote rol in de veldtochten in het Midden-Oosten en in Noord-Afrika, tot aan het einde van de oorlog het tij gekeerd werd in Slag bij Bir Hakeim door de 13de halve brigade van het Legioen, waar de aanvallen van de Italianen en de Duitsers lang afgeslagen werden. Ook werd de enige overwinning van het Vreemdelingenlegioen door dit regiment bewerkstelligd in Noorwegen, te Narvik.
Interessant is dat een deel van het legioen trouw was aan de Vrije Fransen en een deel aan de regering van Vichy. In een slag in Syrië vochten de twee kanten tegen elkaar in een korte strijd en later sloot het Vichy-legioen zich aan bij de Vrije Fransen.

### Indochina
Vanaf 1946 komen het 2e Régiment Étranger de l'Infanterie, de 13e Demi Brigade de la Légion Étrangère, het 3e Régiment Étranger de l'Infanterie en het 1e Régiment Étranger de Cavalerie aan in Indochina. Na korte tijd worden deze eenheden versterkt door een nieuw type eenheid voor het Franse Vreemdelingenlegioen, de Parachutist. Tot 1954 is het Legioen aanwezig en neemt deel aan vele gevechten en campagnes. Het effectief ligt in deze tijd om en nabij de 30.000 mannen, waarvan het overgrote deel van Duitse afkomst is, wat een logisch effect is na de nederlaag van de Duitsers in 1945 in Europa. De veteranen van beide zijden zochten vaak heil in het Franse Vreemdelingenlegioen. In Phu Tong Hoa en Điện Biên Phủ verloor het Legioen in totaal 300 officieren waaronder 4 korpscommandanten en meer dan 11.000 onderofficieren en legionairs. Deze campagne in Indochina is de dodelijkste van alle tot nu toe waar het Legioen in heeft meegevochten. Tijdens het wanhopige einde van de slag om Điện Biên Phủ vormden de legionairs-parachutisten het hoofddeel van de vrijwilligers die per parachute gedropt werden, om de stellingen die eigenlijk al niet meer te redden vielen, te versterken. Dit tot groot eergevoel van het huidige 2e Régiment Étranger de Parachutistes te Calvi, op het eiland Corsica.

### Sinds 1962
- interventies in: Tsjaad
- 1978: Redding van Kolwezi
- Libanon
- 1991: Golfoorlog
- 1992: Cambodja, Somalië en Bosnië
- 1993: Rwanda
- 1996: Centraal-Afrikaanse Republiek
- 1997: Congo
- 2002-2003: Operatie Licorne in Ivoorkust
- 2007: Centraal-Afrikaanse Republiek
- 2006-2011: Afghanistan
- 2013: Mali
- 2013: Centraal-Afrikaanse Republiek

## Rangen

### Soldats du rang
Alle vrijwilligers beginnen hun carrière in het legioen als legionair (soldaat). Een op de vier legionairs maakt kans op een aanstelling als sous-officier (onderofficier). Het minimum maandsalaris van een legionair was in 2014 naast kost en inwoning €1.043. Iedere legionair ontvangt tevens een nieuw eigen wapen, dat volgens de overlevering nooit achtergelaten wordt op het slagveld. Promotie geschiedt op dezelfde wijze als bij de rangen van de Franse strijdkrachten.
| Rang binnen het Vreemdelingenlegioen | Vergelijkbare rang       | NATO Code | Diensttijd | Insigne |
| ------------------------------------ | ------------------------ | --------- | --- | ------- |
| Engagé Volontaire                    | Rekruut                  | –         | 15 weken basistraining | Geen    |
| Legionnaire 2e Classe                | Soldaat der 3e klasse    | OR-1      | Na voltooien van de basistraining en de Marche képi blanc (Mars van de Witte Kepie). | Geen    |
| Legionnaire 1e Classe                | Soldaat der 1e/2e klasse | OR-2      | Na 8 maanden dienst |         |
| Caporal                              | Korporaal                | OR-3      | Mogelijk na 1 jaar dienst opleiding staat bekend als de Fonctionnaire Caporal "Fut Fut" Caporal course. Rekruten hiervoor worden geselecteerd op basis van goede leidinggevende eigenschappen getoond tijdens de basistraining. |         |
| Caporal-chef                         | Korporaal der 1e klasse  | OR-4      | Na 6 jaar dienst |         |

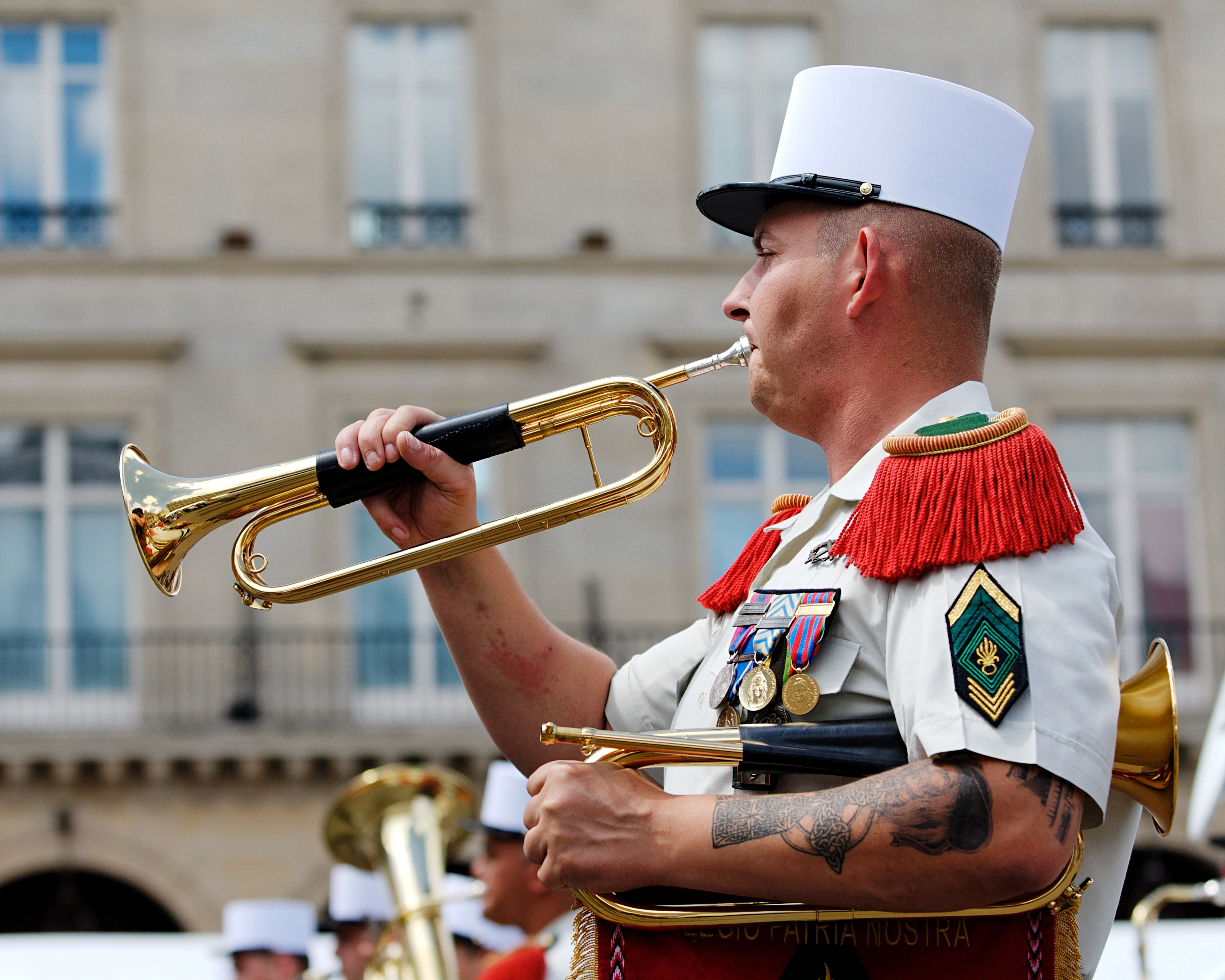
Een Caporal-chef, met 3 chevrons d'ancienneté.

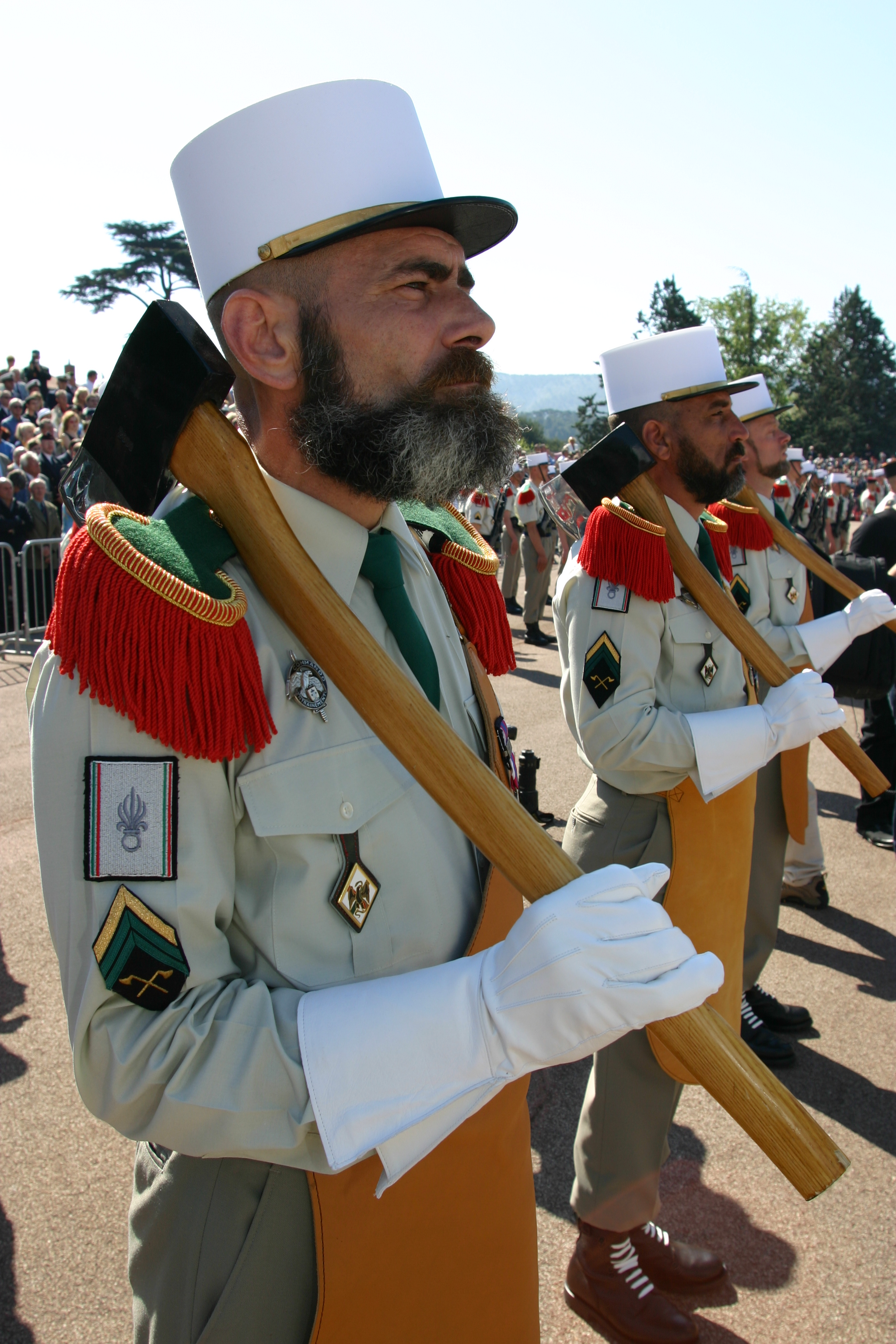
Een Caporal-chef van de sappeurs. Het sappeursinsigne heeft 2 gekruiste bijlen in plaats van een granaat zoals bij de infanterie.

De chevrons bij het Vreemdelingenlegioen zijn groen. Bij de reguliere Franse infanterie zijn deze rood.

### Sous-Officiers

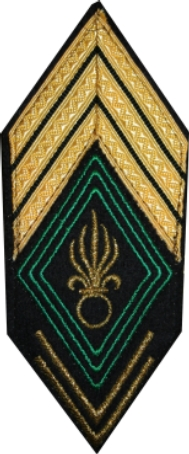
Sergent-chef insigne met 2 chevrons d'ancienneté.

Het Vreemdelingenlegioen bestaat voor 25% uit sous-officiers (onderofficieren).
| Rang binnen het Vreemdelingenlegioen | Vergelijkbare rang     | NATO Code | Diensttijd | Insigne |
| ------------------------------------ | ---------------------- | --------- | --- | ------- |
| Sergeant                             | Sergeant               | OR-5      | Na 3 jaar dienst |         |
| Sergeant-chef                        | Sergeant der 1e klasse | OR-6      | Na 3 jaar dienst als Sergeant en totaal 7-14 dienstjaren                                                            |         |
| Sergeant-chef BM2                    | Sergeant-majoor        | OR-7      | Na 5 jaar dienst als Sergeant(-chef) én succesvol doorlopen van de opleiding "brevet militaire de 2e niveau" (BM2). |         |
| Adjudant                             | Adjudant               | OR-8      | Na 3 jaar dienst als Sergeant-chef.                                                                                 |         |
| Adjudant-chef                        | Adjudant-chef          | OR-9      | Na 4 jaar dienst als Adjudant en totaal minimaal 14 dienstjaren                                                     |         |
| Major                                | Adjudant-majoor        | OR-9      | Haalbaar door:1. Examen 2. Promotie zonder examen na minimaal 14 jaar dienst                                        |         |

### Officieren
De meeste officieren zijn afkomstig uit het reguliere Franse leger. Circa 10% van de officieren zijn gepromoveerde onderofficiers uit het Legioen zelf.
| Rang binnen het Vreemdelingenlegioen | Vergelijkbare rang | NATO Code | Verantwoordelijkheid                            | Insigne |
| ------------------------------------ | ------------------ | --------- | ----------------------------------------------- | ------- |
| Aspirant                             | Vaandrig           | OF(D)     | -                                               |         |
| Sous-Lieutenant                      | Tweede luitenant   | OF-1      | Junior-leider van een section                   |         |
| Lieutenant                           | Eerste luitenant   | OF-1      | Een section                                     |         |
| Capitaine                            | Kapitein           | OF-2      | Een compagnie                                   |         |
| Commandant                           | Majoor             | OF-3      | Een bataljon                                    |         |
| Lieutenant-Colonel                   | Luitenant-kolonel  | OF-4      | Junior-leider van een régiment, of demi-brigade |         |
| Colonel                              | Kolonel            | OF-5      | Een régiment, of demi-brigade.                  |         |
| Général de Brigade                   | Brigadegeneraal    | OF-6      | Franse Vreemdelingenlegioen                     |         |

### Chevrons d'ancienneté
Het Vreemdelingenlegioen is de enige tak binnen het Franse leger waar men nog chevrons draagt op basis van aantal dienstjaren: de zogenaamde chevrons d'ancienneté. Deze chevrons worden uitsluitend bij legionairs en onderofficieren gebruikt. Iedere gouden chevron staat voor 5 jaar dienst. Ze worden gedragen onder het ranginsigne.

## Tradities

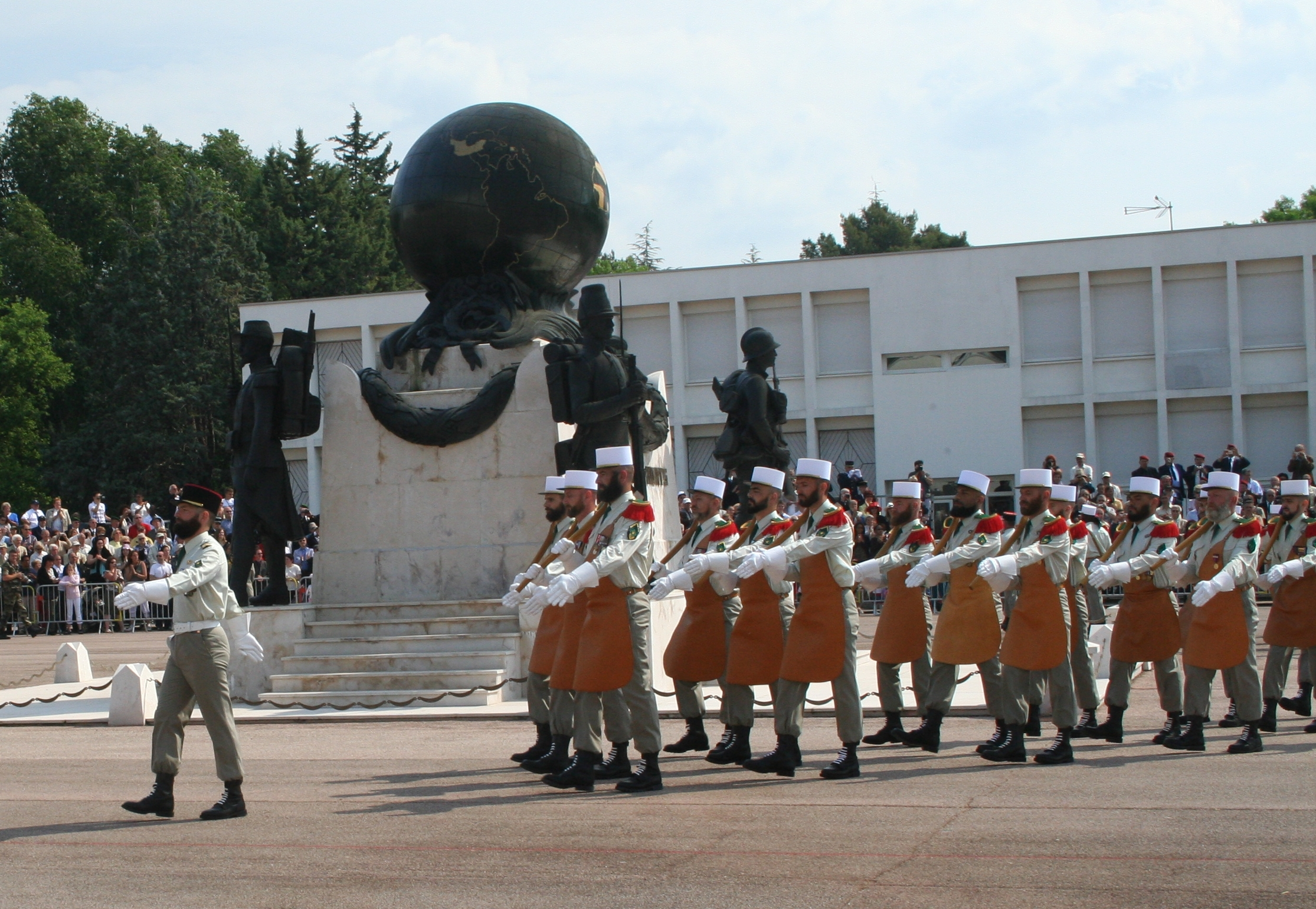
Sappeurs

Zoals bij andere (elite-)eenheden kent ook het Franse Vreemdelingenlegioen een aantal eigen tradities. Het motto van het legioen luidt: Legio Patria Nostra (Het Legioen is ons Vaderland). Kenmerkend aan het uniform zijn onder andere de witte kepi (képi blanc) die door de manschappen met een rang lager dan sergeant wordt gedragen, verder de rood-groene epauletten terwijl als verwijzing naar de Boudin de brede blauwe sjerp dient die om het middel onder de gordelriem wordt gedragen. Een Boudin (letterlijk "bloedworst") was de blauwe wollen deken die elke legionair opgerold als een worst boven zijn ransel meedroeg. Le Boudin is tevens de naam van het lied en de eigen mars van het Franse Vreemdelingenlegioen.
Een ander opvallend kenmerk is het lagere marstempo, een traditie die nog afkomstig is van het Légion de Hohenlohe een militaire eenheid, opgericht door Ludwig Aloysius Joachim, prince de Hohenlohe-Waldenburg-Bartenstein. Deze eenheid werd, samen met de Gardes Suisses en het Régiment Suisse de la Garde Royale, in 1831 omgevormd tot het Vreemdelingenlegioen. Het in een lager marstempo lopen is goed zichtbaar tijdens de grote militaire parade op de Champs-Elysées ter gelegenheid van de Franse nationale feestdag. In tegenstelling tot de andere (Franse) infanterie-eenheden, die met 110 passen per minuut marcheren, marcheert het Franse Vreemdelingenlegioen, met een 'slakkengang' van maar 88 passen per minuut voorbij, waardoor het traditioneel het paradegedeelte van de infanterie-eenheden afsluit.
Tijdens parades op 14 juli vormen de sappeurs van het Franse Vreemdelingenlegioen, die allemaal een baard dragen, een bijzondere verschijning. Met een leren schootsvel over hun uniform gedragen, witte handschoenen aan en met een bijl over de rechterschouder gelegd, maken deze bijlenmannen tijdens de parade als het ware de weg vrij van obstakels voor de rest van het legioen, net zoals zij dat in de beginperiode van het legioen deden.